# Вернон (тауншип, Миннесота)
Вернон (англ. Vernon) — тауншип в округе Додж, Миннесота, США. На 2000 год его население составило 567 человек.

## География
По данным Бюро переписи населения США площадь тауншипа составляет 93,8 км², из которых 93,8 км² занимает суша, водоёмов нет.

## Демография
По данным переписи населения 2000 года здесь находились 567 человек, 210 домохозяйств и 165 семей.  Плотность населения —  6,0 чел./км².  На территории тауншипа расположено 217 построек со средней плотностью 2,3 построек на один квадратный километр. Расовый состав населения: 99,65 % белых, 0,18 % коренных американцев и 0,18 % c Тихоокеанских островов.
Из 210 домохозяйств в 34,8 % воспитывались дети до 18 лет, в 73,3 % проживали супружеские пары, в 1,9 % проживали незамужние женщины и в 21,4 % домохозяйств проживали несемейные люди. 19,5 % домохозяйств состояли из одного человека, при том 7,6 % из — одиноких пожилых людей старше 65 лет. Средний размер домохозяйства — 2,70, а семьи — 3,11 человека.
26,6 % населения — младше 18 лет, 6,3 % — в возрасте от 18 до 24 лет, 28,7 % — от 25 до 44, 27,2 % — от 45 до 64, и 11,1 % — старше 65 лет. Средний возраст — 39 лет. На каждые 100 женщин приходилось 103,2 мужчин.  На каждые 100 женщин старше 18 приходилось 109,0 мужчин.
Средний годовой доход домохозяйства составлял 56 042 доллара, а средний годовой доход семьи —  62 083 доллара. Средний доход мужчин —  32 109  долларов, в то время как у женщин — 29 500. Доход на душу населения составил 21 206 долларов. За чертой бедности находились 1,2 % семей и 1,7 % всего населения тауншипа, из которых 3,1 % старше 65 лет.